# Aphyocharax colifax
Aphyocharax colifax är en fiskart som beskrevs av Donald C.Taphorn och Thomerson, 1991. Aphyocharax colifax ingår i släktet Aphyocharax och familjen Characidae. Inga underarter finns listade i Catalogue of Life.